# オスカル智
オスカル智（おすかるとも、1966年12月10日 - ）本名：土屋 智子は、日本の元女子プロレスラー。プロレスを退いた後にレフェリーとして活躍する。
身長165cm、体重63kg、血液型A型。愛知県丹羽郡岩倉町（現･岩倉市）出身。

## 来歴・戦歴
1986年
- 9月22日、北海道・札幌真駒内アイスアリーナにおいて、対イーグル沢井戦でデビュー。

1993年
- 7年間の現役生活を引退。後にLLPWのレフェリーに転じる。

## 得意技
- アルゼンチン・バックブリーカー